# Hindersö-Fröskan
Hindersö-Fröskan is een zandbank in de Lule-archipel, die afgelegen van de andere eilanden in de Botnische Golf ligt. De Lule-archipel ligt in het noorden van de Botnische Golf en hoort bij Zweden.